# Juan Carreño de Miranda

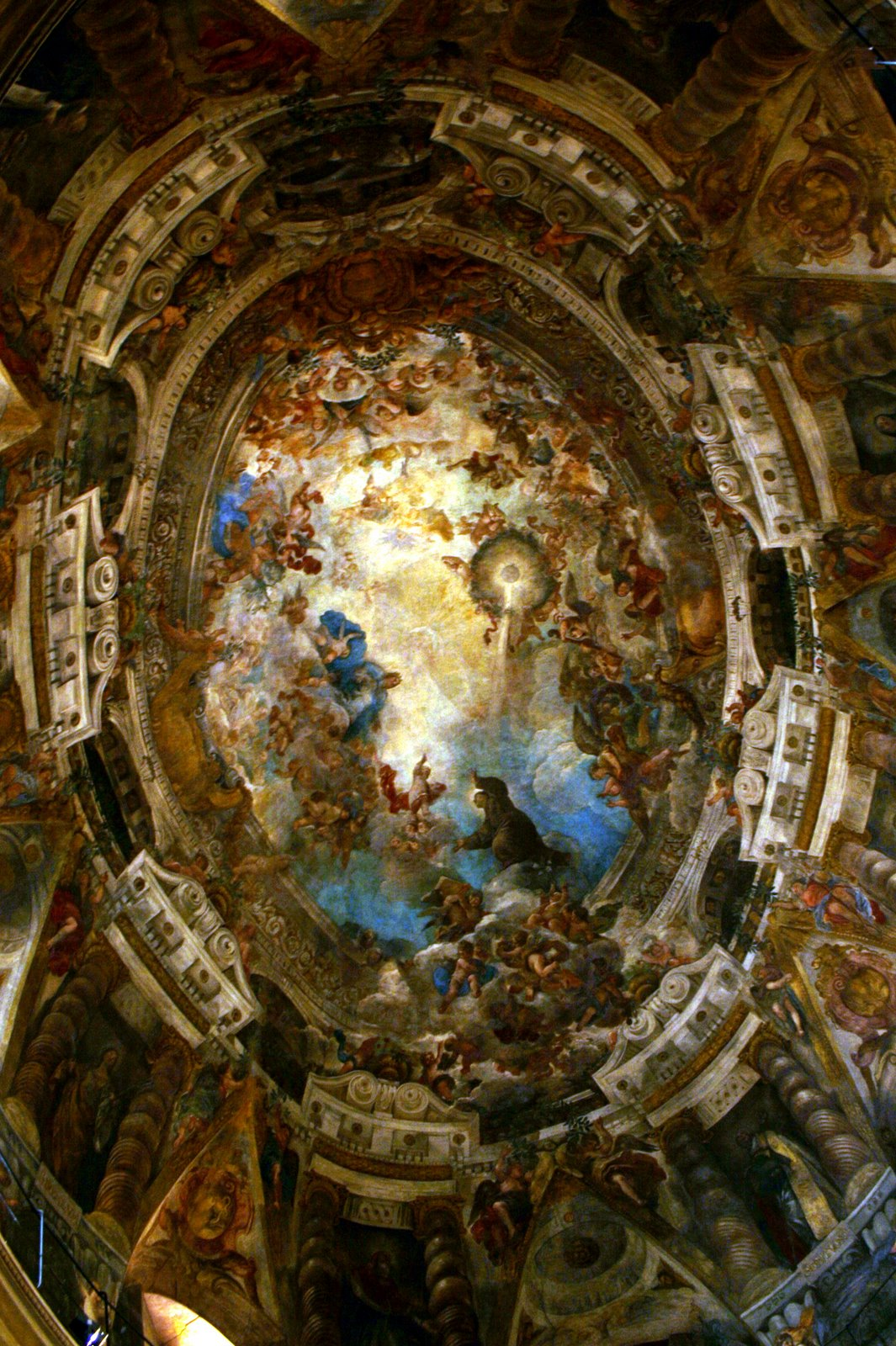
Apoteosi di sant'Antonio, dipinti della volta della chiesa di Sant'Antonio degli Alemanni, opera di Juan Carreño de Miranda e di Francisco Rizi

Juan Carreño de Miranda (Avilés, 25 marzo 1614 – Madrid, 3 ottobre 1685) è stato un pittore spagnolo.

## Biografia

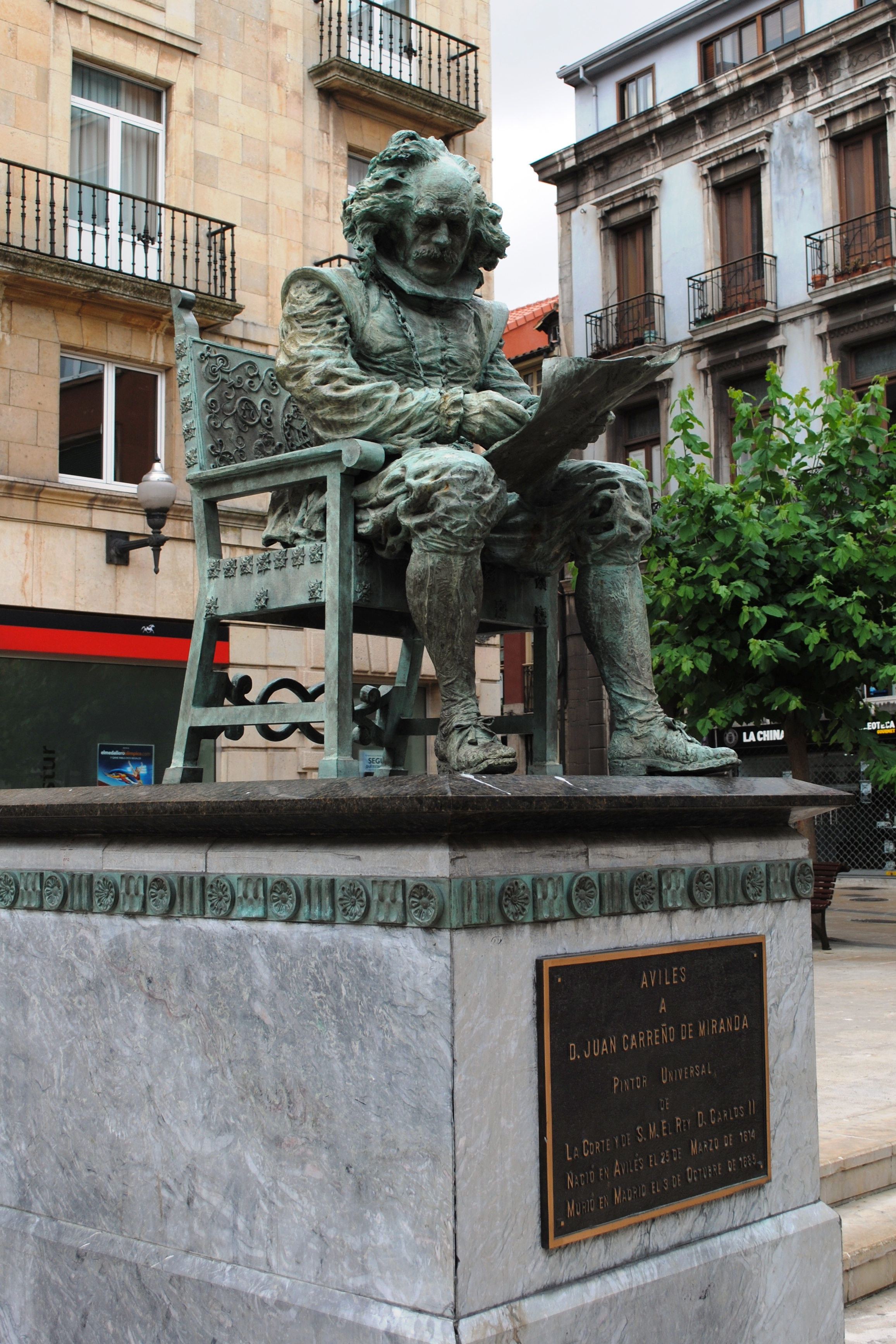
Statua di Juan Carreño de Miranda ad Avilés

Nato in Asturia, era figlio del pittore Juan Carreño de Miranda e della di lui consorte Catalina Fernández Bermúdez. Di nobile famiglia, studiò a Madrid alla fine degli anni venti del XVII secolo come apprendista di Pedro de Las Cuevas e di Bartolomé Roman, anche se il suo maestro fu Velázquez, che lo introdusse a corte consentendogli di diventare il pittore di camera della regina Maria Anna d'Austria.
La maggior parte dei suoi lavori sono ritratti della famiglia reale spagnola e della corte, anche se non mancano alcuni affreschi di stampo religioso risalenti all'inizio della sua carriera.
Nel 1658, Carreño venne ingaggiato come assistente dalla commissione reale per dipingere degli affreschi nel palazzo dell'Alcázar di Madrid. Fino al 1671, in stretta collaborazione con Francisco Rizi, dipinse grandi pale di altare e, servendosi della tecnica dell'affresco e di quella della pittura a tempera, i soffitti di alcuni saloni del vecchio Alcazar di Madrid, quelli della cappella della Vergine del Tabernacolo della cattedrale di Toledo e quelli di varie chiese madrilene, dei quali rimangono, parzialmente, i lavori realizzati nella cattedrale di Toledo e i dipinti della cupola ellittica della chiesa di Sant'Antonio degli Alemanni.
Nel 1671, al decesso del pittore Sebastián Herrera Barnuevo, venne promosso dalla regina pittore ufficiale di corte.

## Alcune opere

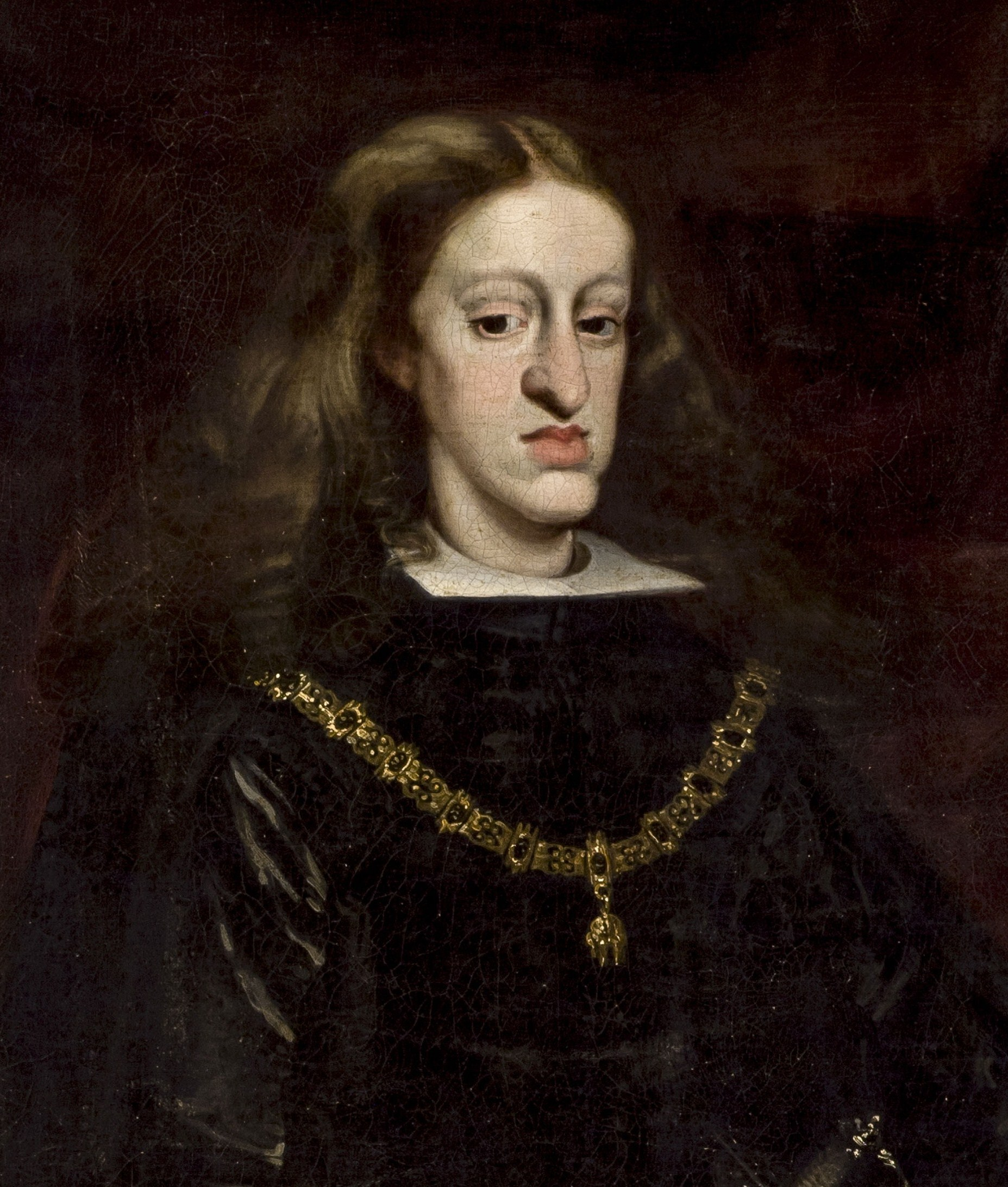
Carlo II di Spagna, detto "Lo stregato"
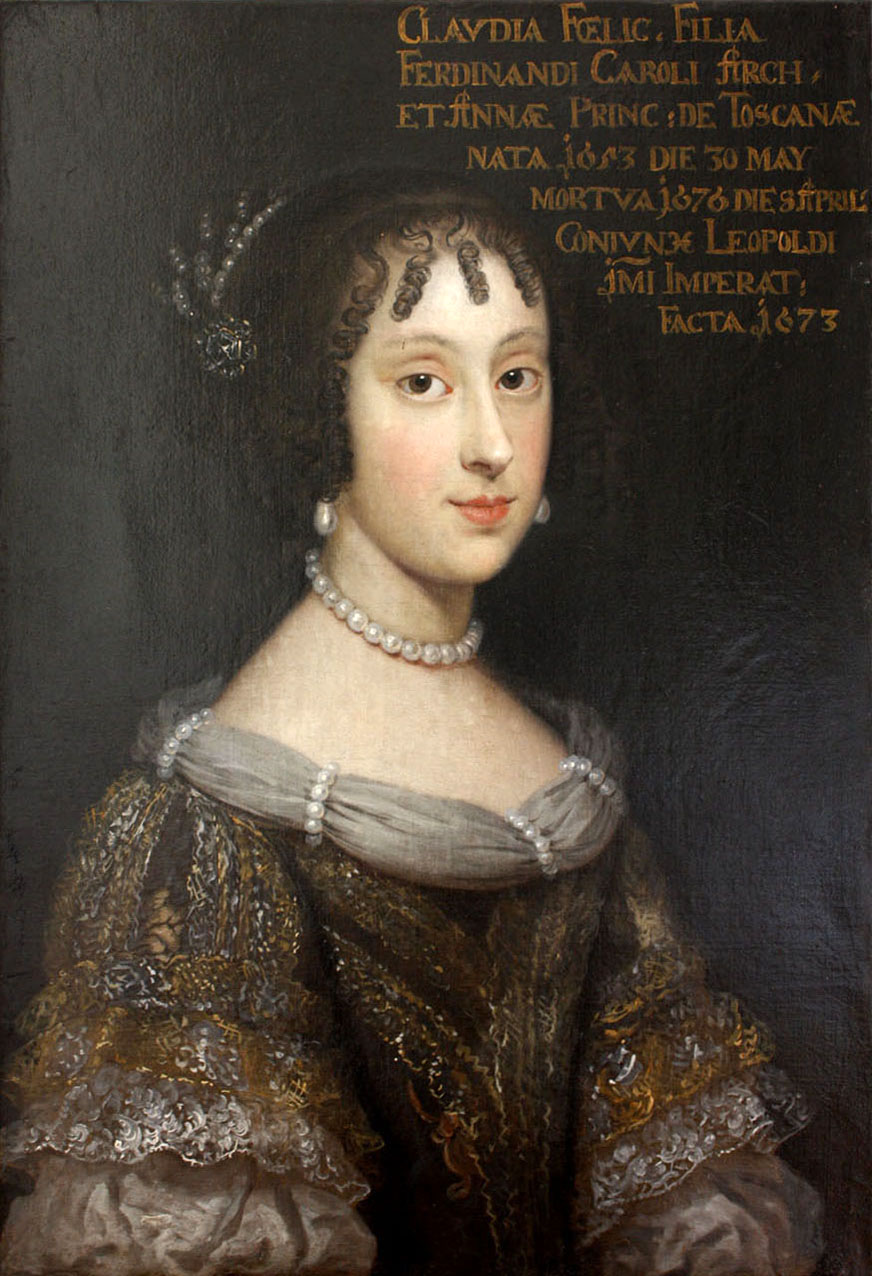
Claudia Felicita d'Austria
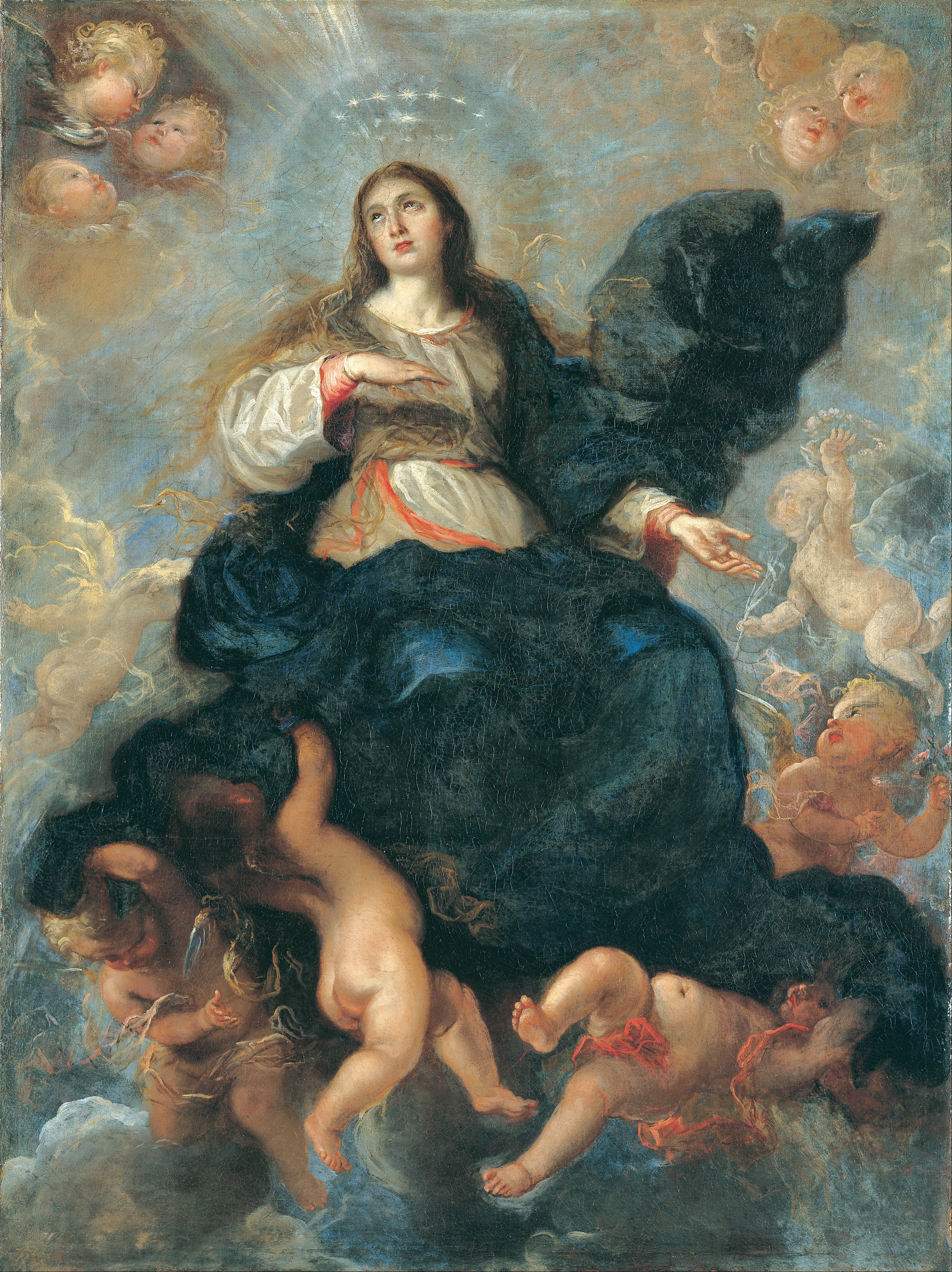
L'Assunta
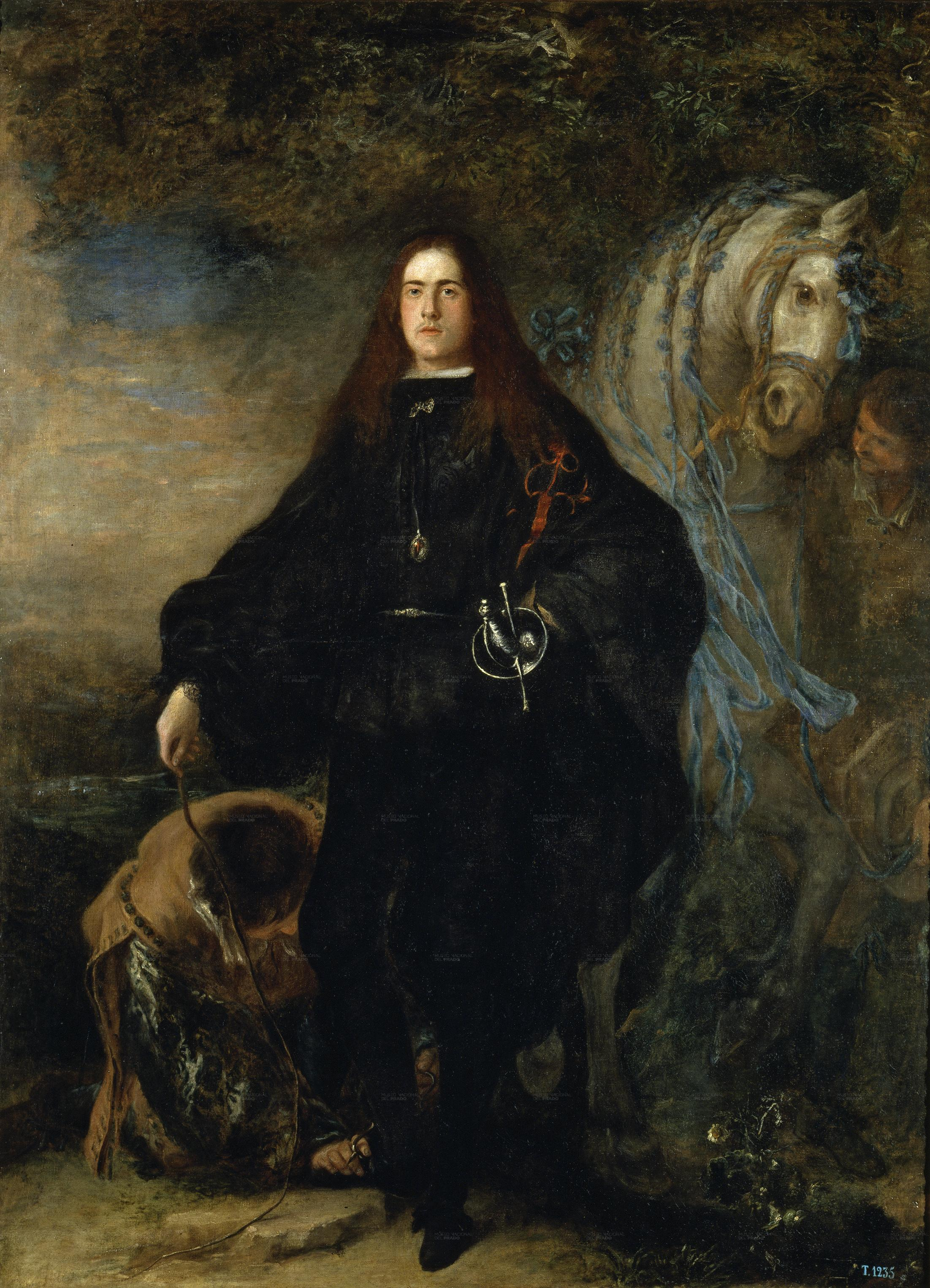
Ritratto del Duca di Pastrana (1649-1693)
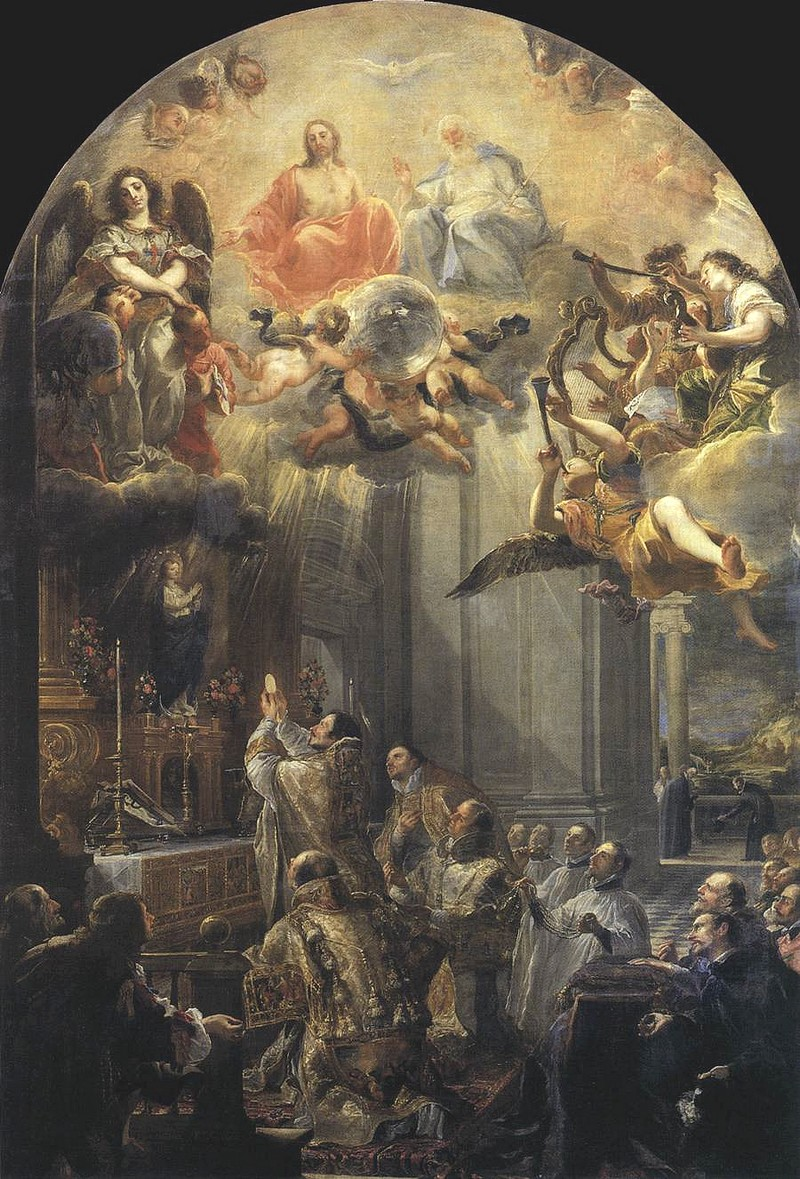
La fondazione dell'Ordine Trinitario, 1666, olio su tela, 500 x 315 cm, museo del Louvre
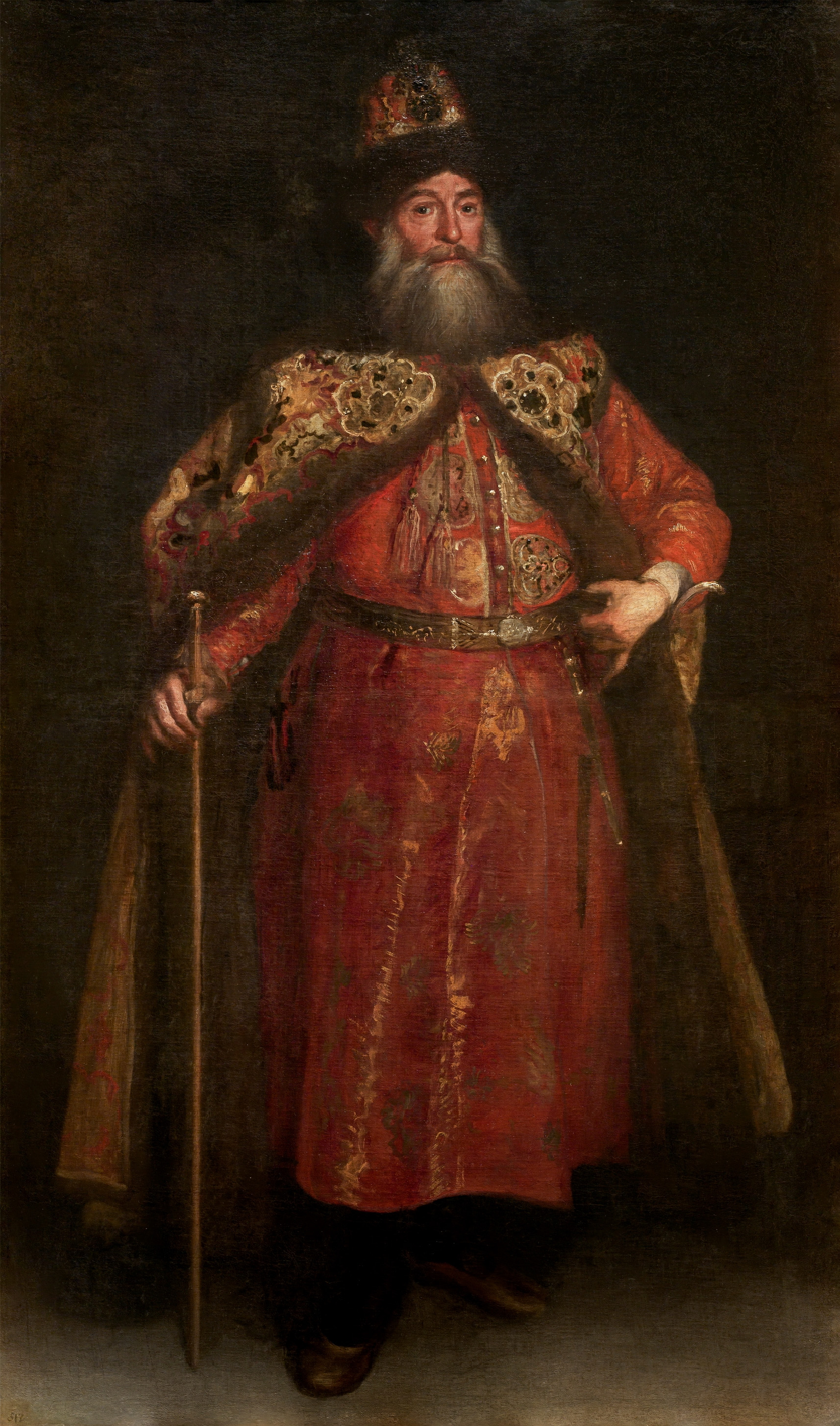
Ritratto dell'ambasciatore russo Pyotr Potemkin, 1681-1682
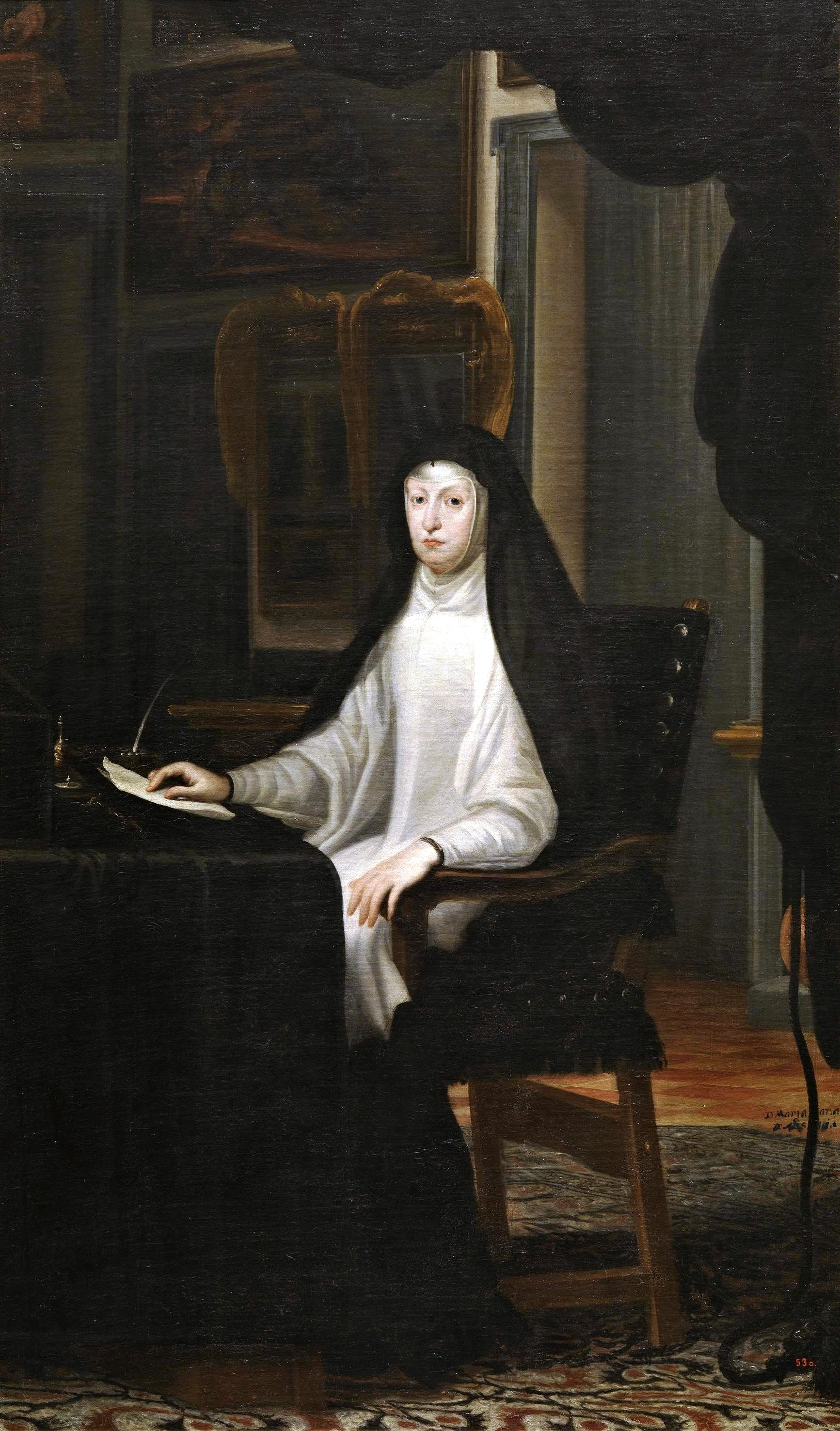
La regina Mariana d'Austria
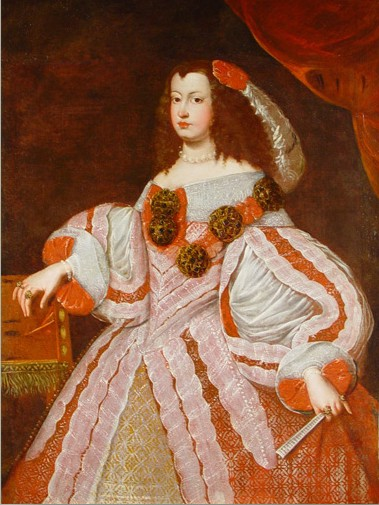
Maria Teresa di Spagna
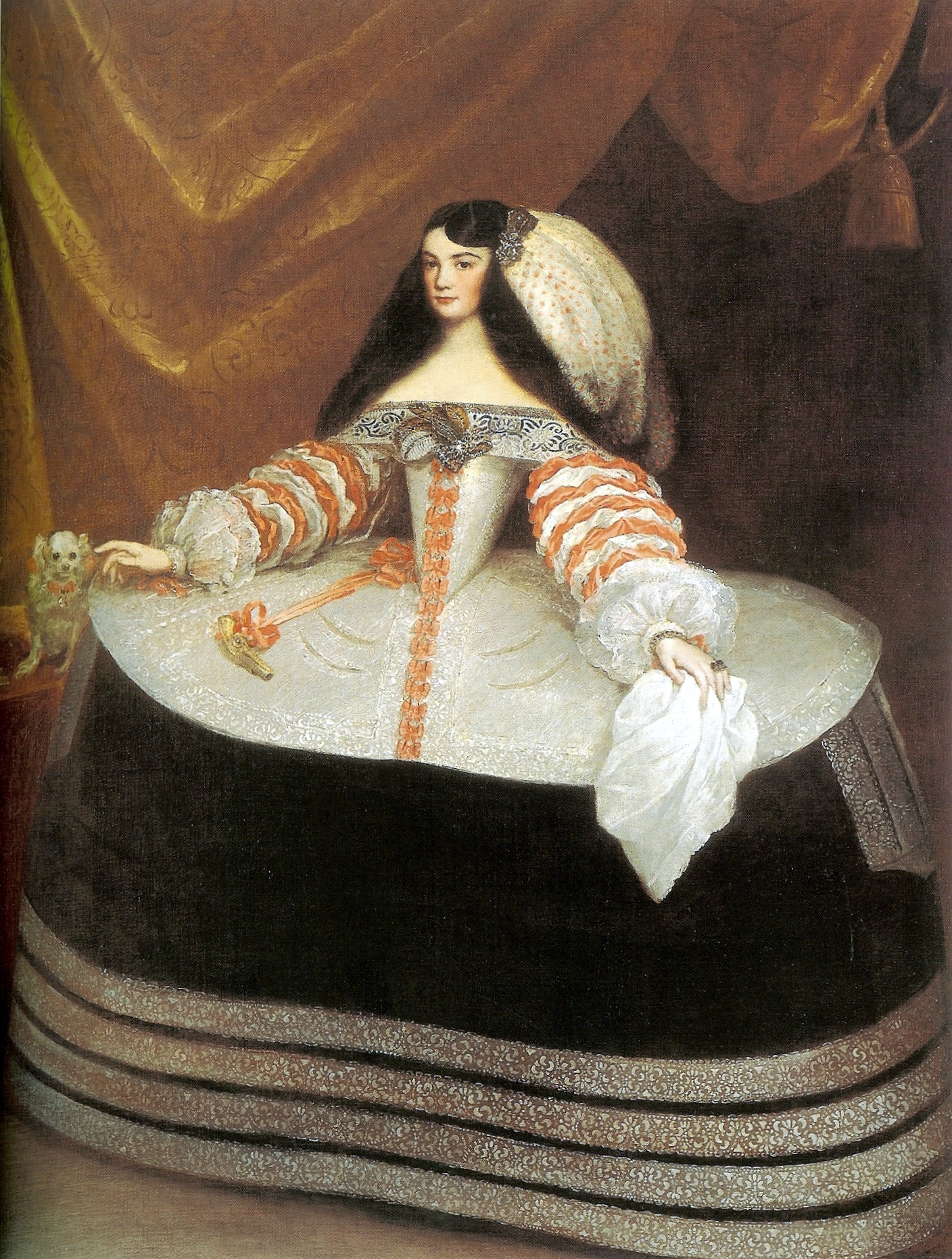
Inés de Zúñiga, Contessa di Monterrei